# Fondazione Paradiso
Fondazione Paradiso (titolo originale Paradiset) è un romanzo giallo della scrittrice svedese Liza Marklund pubblicato in Svezia nel 2000.
È il terzo libro della serie che ha per protagonista la giornalista Annika Bengtzon.
La prima edizione del romanzo è stata pubblicata nell'anno 2016 da Marsilio.

## Trama
I corpi di due uomini giustiziati con un colpo alla testa vengono ritrovati sul porto di Stoccolma, tra le macerie di una banchina coinvolta da un uragano.
Annika Bengtzon, relegata a fare il correttore di bozze presso "La stampa della sera", il giornale per cui lavora, cerca di dare finalmente uno slancio alla sua carriera mettendosi quindi ad indagare su quella che sembra a tutti gli effetti una esecuzione. Le indagini sembrano portare ad un regolamento di conti in merito ad un contrabbando di sigarette attraverso i paesi dell'Europa dell'Est. Nel frattempo Aida Begovic, una giovane donna in fuga, chiede aiuta alla giornalista, che le consiglierà di rivolgersi alla "Fondazione Paradiso", un'istituzione in grado di dare una nuova identità alle persone, cancellando ogni traccia di quella precedente.

## Edizioni
- Liza Marklund, Fondazione Paradiso, traduzione di Laura Cangemi, Marsilio, 2016. ISBN 978-88-317-2388-6.
- Liza Marklund, Fondazione Paradiso, traduzione di Laura Cangemi, Marsilio, 2017. ISBN 978-88-317-2439-5.
- Liza Marklund, Fondazione Paradiso, traduzione di Laura Cangemi, Universale Economica Feltrinelli, 2018. ISBN 978-88-317-1381-8.